# Friedrich Karl Wilhelm

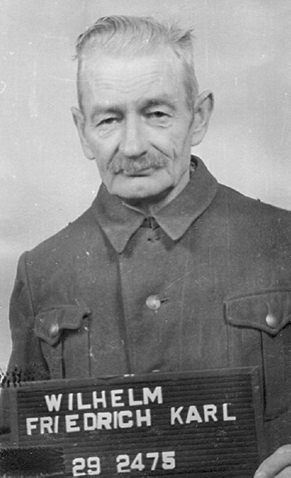
Friedrich Karl Wilhelm im April 1947

Friedrich Karl Wilhelm (* 6. März 1890 in Friedrichswalde; † 26. November 1948 im Kriegsverbrechergefängnis Landsberg) war ein deutscher SS-Untersturmführer und Kriegsverbrecher, der als leitender Sanitätsdienstgrad im KZ Buchenwald eingesetzt war.

## Leben
Wilhelm, Mitglied der SS, wurde spätestens ab September 1939 als SS-Sanitätsdienstgrad im KZ Buchenwald eingesetzt. Von Januar 1941 bis zum April 1945 fungierte Wilhelm als leitender Sanitätsdienstgrad im Häftlingskrankenbau des KZ Buchenwald. Wilhelm soll laut Eugen Kogon, einem ehemaligen Buchenwaldhäftling, stark alkoholabhängig gewesen sein und trug im Lager den Spitznamen „der alte Willem“. Im ersten Quartal des Jahres 1945 soll Wilhelm mit drei weiteren Pflegern täglich um neun Uhr in Block 61 Häftlinge mittels Giftinjektionen getötet haben.
„Einmal führte ein Häftlingspfleger einen Kranken zum Bad; Wilhelm sah sie und schrie den Pfleger an: ‚Was fällt dir ein, so ein Wrack zu baden? Aus dem machen wir Seife!‘ Er schrieb die Nummer des Kranken auf, der am Abend prompt verlegt wurde.“
Nach Kriegsende wurde Wilhelm im Buchenwald-Hauptprozess, der im Rahmen der Dachauer Prozesse stattfand, mit 30 weiteren Beschuldigten von einem US-amerikanischen Militärgericht angeklagt. Wilhelm wurde beschuldigt, alliierte Gefangene mittels Giftinjektionen getötet zu haben. Wilhelm selbst berief sich auf Befehlsnotstand und merkte vor Gericht an, dass die mittels der Injektionen getöteten Häftlinge ohnehin gestorben wären und er dieses aus medizinischer Sicht auch heute noch so halten würde; so hätte er Kapazitäten für andere kranke Häftlinge im Häftlingskrankenbau geschaffen. Am 14. August 1947 wurde Wilhelm aufgrund des Umfanges seiner Taten wegen der „Mithilfe und Teilnahme an den Operationen des Buchenwald-Konzentrationslagers“ zum Tode durch den Strang verurteilt.  Wilhelm wurde am 26. November 1948 in dem Kriegsverbrechergefängnis Landsberg hingerichtet.